# Избељивање ануса
Избељивање  ануса јест пракса избељивања пигментације коже око ануса . Користи се у козметичке сврхе тако да се тнијанса коже око ануса не истиче на позадини оближњих делова тела. Анално избељивање се такође често користи у порнографској индустрији како би се побољшао изглед аналног подручја.

## Историја
Порнографске филмске глумице су биле прве које су се подвргле процесу аналног избељивања, у настојању да посветле боју својих ануса како би одговарале остатку њихове коже. Како је бразилска депилација постала популарна, због популарности мањих купаћих костима и доњег веша, ширења порнографије у мејнстрим и одобравања процедуре од стране познатих личности, жене су почеле да примећују да су им ануси тамнији од остатка коже.
Повећање броја жена које се баве аналним сексом такође је допринело забринутости жена због изгледа њихових ануса. Као резултат овог наводно уоченог проблема, анално избељивање је постало привлачно многим женама.
Неки геј мушкарци такође користе ову процедуру.
Лечење је први пут понуђено у САД у Калифорнији 2005. године; a у исто време постало je доступno у Аустралији.  Центри око Холивуда су постепено почеле да избељивање ануса нуде као третман лепоте, а само један  центар у Њујорку удила ту услугу до 2007. године.
Тренутно се продају креме за  кућну употребу.  Иако се популарност аналног избељивања није приближила популарности бразилске депилације воском, у САД је 2010-их ова метода добило опште признање.
Жива се такође користила као средство за избељивање коже. Међутим, због познатих опасности од живе (оштећење бубрега, неуротоксичност, анксиозност и депресија), ФДА је забранила живу у козметичким производима од 1974, осим у траговима испод 1 ppm,

## Поступак
Избељивање ануса се врши тако што се на свеже депилирани анус  утрља киселина, а постоје и креме и лосиони који се морају наносити у континуитету, ако особа жели да анус добије светлију нијансу. Колико дуго потребно вршити избељивање ануса зависи од тога колико је тамна кожа. 
У свету постоје и спа центри у којима је ова услуга доступна, па чак и „пакети” који подразумевају избељење ануса и вулве, што значи да се овај специјални избељивач наноси на отвор вагине.

## Здравствени ризици
Козметика која се користи за избељивање ануса може да садржи састојке који могу да изазову иритацију осетљиве коже око ануса, што доводи до привремене нелагодности, пецкања, па чак и енкопрезе  .
Анално избељивање се може обавити коришћењем крема које садрже хидрохинон , који се користи за избељивање коже и који је обично укључен у производе који се продају као погодни за тамнопуте особе за уједначавање боје коже.
Због  могучих штетних ефеката хидрохинон је забрањен у неким земљама, укључујући чланице Европске уније  .
Године 2006, Америчка агенција за храну и лекове повукла је ране тврдње о безбедности хидрохинона због повезаности са охронозом , синдромом у коме кожа   трајно обезбојена и унакажена, и спекулација да је хидрохинон канцероген  . Међутим, употреба хидрохинона још увек није забрањена у Сједињеним Америчким Државама  .
Остали састојци који се користе за избељивање коже су арбутин и којична киселина . Арбутин се у телу може претворити у хидрохинон  . Којична киселина је развијена као сигурнија алтернатива хидрохинону, али је мање ефикасна у избељивању коже  

## Медицински савет
Порука лекара, посебно проктолога је да треба избегавати избељиваче за задњицу, јер у себи садрже бројне штетне ефекте све до унакажења.